# Kazimierz Dobrowolski (socjalista)

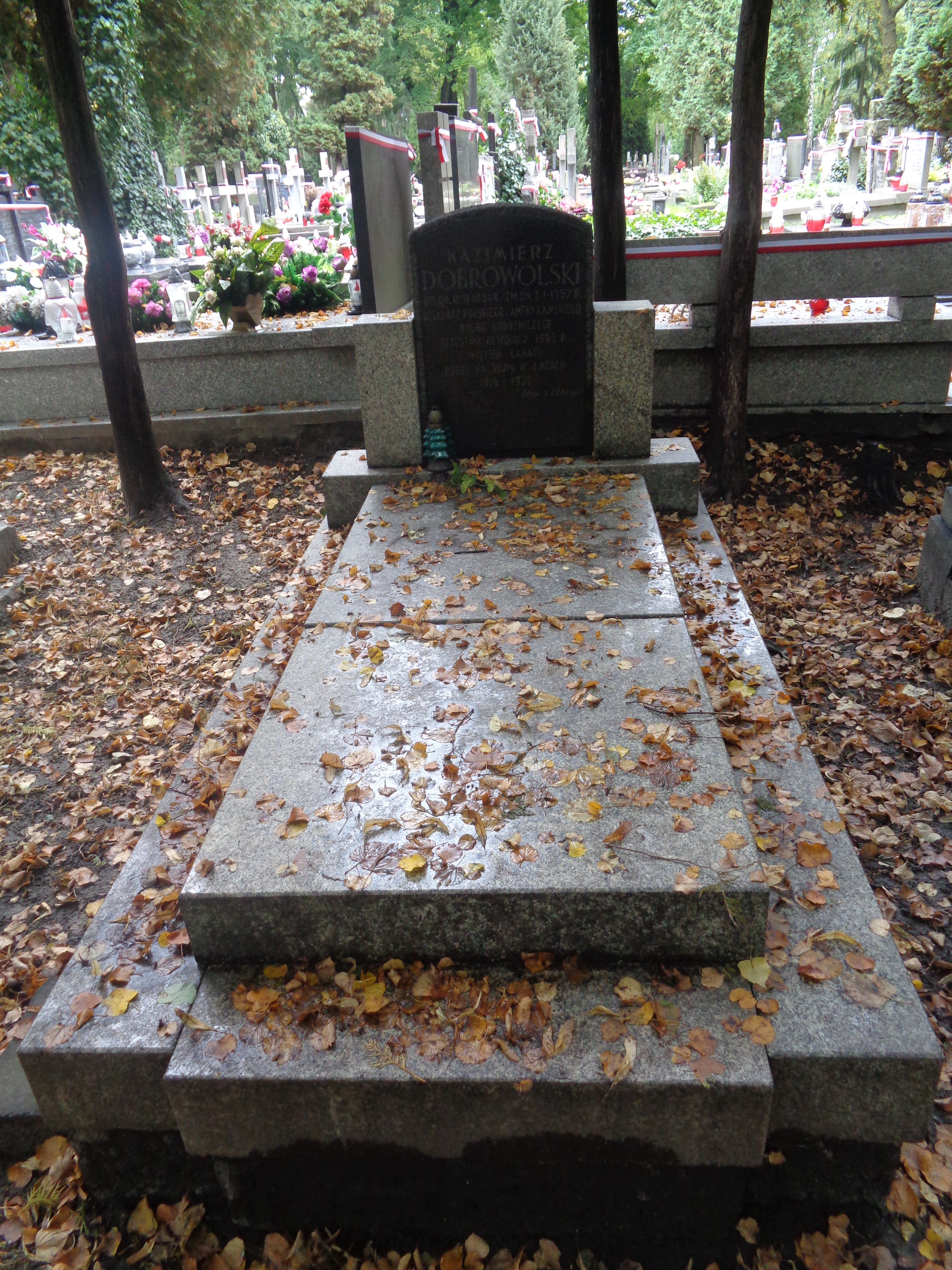
Grób Kazimierza Dobrowolskiego na Cmentarzu Wojskowym na Powązkach

Kazimierz Władysław Dobrowolski, ps. Kazik, Filipek, Hipek, Kowal, Kowalski 
(ur. 23 lutego 1884 w Pilawie k. Jazgarzewa lub w 11 lutego w Chojnowie lub Jazgarzewie, zm. 3 stycznia 1957 w Warszawie) – działacz socjalistyczny, członek PPS jeden z pierwszych uczestników Organizacji Bojowej PPS. Był w grupie bojowej Stefana Okrzei, uczestnik wielu zamachów. Skazany na karę śmierci. W okresie II RP jeden z liderów PPS, przewodniczący Okręgu Warszawa-Podmiejska, poseł na Sejm RP od 1919 do 1935.

## Życiorys
Syn Piotra i Heleny z domu Pachowskiej. Po ukończeniu czteroklasowej szkoły rzemieślniczej w Warszawie w 1904, pracował jako praktykant kotlarski w zakładach „Lilpop, Rau i Loewenstein” w Warszawie. W 1903 wstąpił do Polskiej Partii Socjalistycznej w dzielnicy Powiśle. 

### W Organizacji Bojowej PPS
Jesienią 1904 został jednym z pierwszych bojowców Kół Bojowych Samoobrony Robotniczej (późniejszej Organizacji Bojowej PPS), zwerbowanych przez Bolesława Bergera „Kuroki”. Uczestniczył antywojennych akcjach na Lesznie i Wolskiej oraz słynnej manifestacji 14 listopada 1904 na Placu Grzybowskim. 
W lutym 1905 został wybrany przez Stefana Okrzeję do jego „dziesiątki” bojowej. Wraz z Okrzeją uczestniczył w nieudanym zamachu na stójkowego Szarapa oraz dwóch stójkowych na Nowym Świecie. 26 marca 1905 uczestniczył w zamachu bombowym na cyrkuł policyjny na Pradze przy ul. Wileńskiej 9 (obecnie 11), w trakcie którego ujęto Okrzeję. Aresztowany 30 kwietnia 1905 przez carską Ochranę za udział w zamachu na prowokatora J. Kozłowskiego. Był przez dziewięć miesięcy osadzony w X Pawilonie Cytadeli Warszawskiej. Skazany na zesłanie do Wiatki, zwolniony dzięki „manifestowi październikowemu” w 1905. Powrócił do Warszawy i podjął działalność w Organizacji Techniczno-Bojowej PPS, dowodząc „dziesiątką” bojową na Powiślu. Dokonał szeregu zamachów, m.in. ma patrol policyjny przy ul. Zgoda.

### Emigracja i udział w Legionach
Za udział w zamachach bojowych został skazany zaocznie na karę śmierci i w 1906 wyemigrował początkowo do Galicji, a następnie do Stanów Zjednoczonych. Pracował tam jako robotnik, działał w Związku Socjalistów Polskich, a następnie Polskiej Sekcji Socjalistycznej Partii USA. 
W 1915 powrócił do kraju i wstąpił do I Brygady Legionów Polskich, w artylerii. Po kryzysie przysięgowym w 1917 internowany w Szczypiornie, zbiegł i został instruktorem POW w powiecie grójeckim. Po kilku miesiącach nawiązał kontakt z organizacją PPS w Warszawie i podjął działalność na terenie Powiśla. Odbudowywał warszawską organizację PPS i przez pewien czas nią kierował. 

### W Polsce Niepodległej
Od 1919 aż do wojny wchodził w skład Rady Naczelnej PPS, zaś w 1921 w skład Centralnego Komitetu Wykonawczego. W wyborach parlamentarnych w 1919 został wybrany do Sejmu z listy PPS, w okręgu wyborczym nr 15 (Grodzisk). W Sejmie Ustawodawczym zasiadał w komisji petycyjnej oraz w komisji robót publicznych. 
W trakcie wojny polsko-bolszewickiej, z ramienia Okręgowego Komitetu Robotniczego PPS Warszawa-Podmiejska, wchodził w skład w Robotniczego Komitetu Obrony Warszawy. Jako ochotnik służył w 1920 w Ochotniczym Pułku Obrony Warszawy. 
Od 1921 do 1928 kierował Okręgowym Komitetem Robotniczym PPS Warszawa-Podmiejska. Od 1921 był zastępcą członka, zaś od 1922 członkiem Rady Nadzorczej Związku Robotniczych Stowarzyszeń Spółdzielczych. 
W wyborach parlamentarnych w 1922 został wybrany do Sejmu z listy PPS w okręgu wyborczym nr 12 (Błonie), równocześnie wybrany w okręgu wyborczym nr 2 (Warszawa-powiat). W Sejmie I kadencji zasiadał w komisji robót publicznych oraz komisji rolnej. W wyborach parlamentarnych w 1928 ponownie wybrany do Sejmu z listy PPS w okręgu wyborczym nr 12 (Błonie). W Sejmie II kadencji, zasiadał w komisji robót publicznych oraz w komisji wojskowej. W 1928 został ławnikiem w Żyrardowie. 
W wyborach parlamentarnych w 1930 został wybrany z listy Centrolewu, w okręgu wyborczym 12 (Błonie). Pozbawiony mandatu na mocy orzeczenia Sądu Najwyższego o unieważnieniu wyborów w okręgu 12, został ponownie wybrany i złożył ślubowanie 28 lutego 1931. W Sejmie III kadencji zasiadał w komisji budżetowej.

### Wojna i okres powojenny
W okresie okupacji nie uczestniczył w konspiracji, mieszkając we wsi Jeziorzany pod Tarczynem. Pozostawał w kontakcie z działaczami Robotniczej Partii Polskich Socjalistów. Jego dom był wsparciem dla osób ewakuowanych z Warszawy po powstaniu warszawskim. Po wyzwoleniu podjął działalność w „lubelskiej” PPS. W maju 1945 został dokooptowany do Rady Naczelnej PPS, zaś w lipcu 1945 na XXVI Kongresie PPS został wybrany do Centralnego Sądu Partyjnego. W grudniu 1948 usunięty z szeregów „lubelskiej” PPS. 
Według informacji podanych w Słowniku Biograficznych Działaczy Ruchu Robotniczego grudniu 1956 został przyjęty do PZPR. Informacja ta prawdopodobnie została podana w nekrologu „Trubuny Ludu”. Jest jednak trudna do weryfikacji, z uwagi na fakt śmierci Kazimierza Dobrowolskiego w pierwszych dniach stycznia 1957. Jest pochowany w alei zasłużonych, na Cmentarzu Wojskowym na Powązkach (kwatera 23A-tuje-8).   

## Odznaczenia
W 1933 był odznaczony Krzyżem Niepodległości z Mieczami oraz Krzyżem Oficerskim Orderu Polonia Restituta, zaś w 1957 pośmiertnie Krzyżem Komandorskim Orderu Odrodzenia Polski.

## Życie prywatne
Brat Stanisław (1887–1909), był również członkiem OB PPS. Skazany na karę śmierci, zamienioną na 20 lat katorgi, zmarł 31 stycznia 1909 na gruźlicę w więzieniu w Moskwie.